# HV 888
HV 888 también conocida como WOH S140 es una estrella supergigante roja de tipo M4la D ubicada en la constelación de Dorado en la Gran nube de Magallanes tiene una luminosidad de 300000 a 500000 soles, con una temperatura de 3688K y un radio de 1374 veces la del Sol lo que la convierte en una de las estrellas más grandes conocidas.

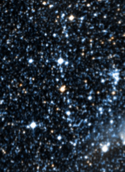
Imagen de HV 888(Estrella en el centro de la imagen